# Marcel Delfly
Marcel Delfly, né le 20 juin 1901 à Merville dans le Nord-Pas-de-Calais et fusillé le 8 septembre 1941 à la Citadelle d'Arras dans le même département, était un mineur et l'un des premiers dirigeants de la Résistance régionale, au moment de la création de l'Organisation spéciale (OS) en 1940. Adjoint du leader communiste Charles Debarge, il joua un rôle important dans la grande grève des mineurs de mai-juin 1941.

## Biographie
Marcel Delfly était le fils de Julies Marie-Louise Oras, militante communiste et syndicaliste active avant la seconde Guerre mondiale. Il a épousé en 1925 Agnès Delassus, née le 10 mai 1901 à Merville, piqueuse, qui lui a donné 4 enfants dont seulement deux survivent, Marcelle et Josette, les deux premiers étant morts jeunes.
Dès juin 1940, quand s'achève la bataille de France gagnée par les forces du Troisième Reich, à partir de l'offensive débutée le 10 mai 1940 et prolongée dans le Nord de la France par la Bataille de la Lys (1940) et la Bataille de Dunkerque jusqu'à armistice du 22 juin 1940 il a constitué des dépôts d’armes, retrouvées parmi celles abandonnées par les combattants, récupérées en prévision des futurs combats résistants. Il a participé en 1941 au sabotage de la centrale de la Bleuze Borne à Anzin, dans le département du Nord. 
Marcel Delfly est recherché par la police dès la fin de la grande grève des mineurs de mai-juin 1941 et doit se réfugier dans la clandestinité, laissant son épouse, Agnès Delassus, et ses quatre enfants.
Avec l'Organisation spéciale de Charles Debarge, Marcel Delfly tenta le 2 juillet 1941 de saboter la centrale électrique de Courrières puis participa au sabotage d’un pylône à haute tension dont la chute bloqua le chemin de fer de la Compagnie des mines de Courrières le 29 juillet 1941.
Arrêté une semaine après, le 6 août 1941 à Harnes, il fut condamné à mort le 28 août 1941 et exécuté un an après avec Alfred Delattre et André Lefebvre, à la citadelle d'Arras le 8 septembre 1941,, les Allemands souhaitant ainsi faire pression sur un de leus proches, Charles Debarge. Son épouse fut déportée à Ravensbrück et Neuengamme  et en revint en très mauvaise santé, décédant prématurément en 1956 après 10 ans de vie au ralenti.

## Arts et littérature
- L'écrivain et poète Louis Aragon l'a évoqué, mais orthographié Defey[6], dans la saga, à la fois réaliste et romanesque, qu'il prévoyait d'écrire en six tomes, Les communistes, se voulant l'égal de celles d'Émile Zola et Victor Hugo dans le domaine social, se limitant finalement au deux premiers tomes.

## Décoration
Lieutenant dans les forces françaises de l’intérieur à titre posthume, Marcel Delfly a été fait chevalier de la Légion d’honneur le 2 avril 1959 et Croix de guerre avec étoile de vermeil.